# Copris mongkhoni
Copris mongkhoni är en skalbaggsart som beskrevs av Hanboonsong, Masumoto och Teruo Ochi 2003. Copris mongkhoni ingår i släktet Copris och familjen bladhorningar. Inga underarter finns listade i Catalogue of Life.